# Kaj Gnudtzmann
Kaj Svane Gnudtzmann (1. maj 1880 i København – 22. september 1948 samme sted) var en dansk civilingeniør og gymnasiast. Han repræsenterede klubben Polyteknisk Gymnastikforening. 
Gnudtzmann var søn af arkitekt, professor J.E. Gnudtzmann og Cathinca Olivia Svane og var afdelingsingeniør. Han deltog i Olympiske mellemlege 1906 i Athen, og var ved den lejlighed med til at sikre Danmark sølvmedaljer i holdkonkurrencen i gymnastik.
9. juni 1906 ægtede han billedhuggeren Thyra Boldsen, men parret blev skilt i 1915. Samme år, som de blev gift, tegnede Gnudtzmann parrets særprægede ateliervilla på Gardes Allé 14 i Hellerup.